# Yoshimura Shūzan

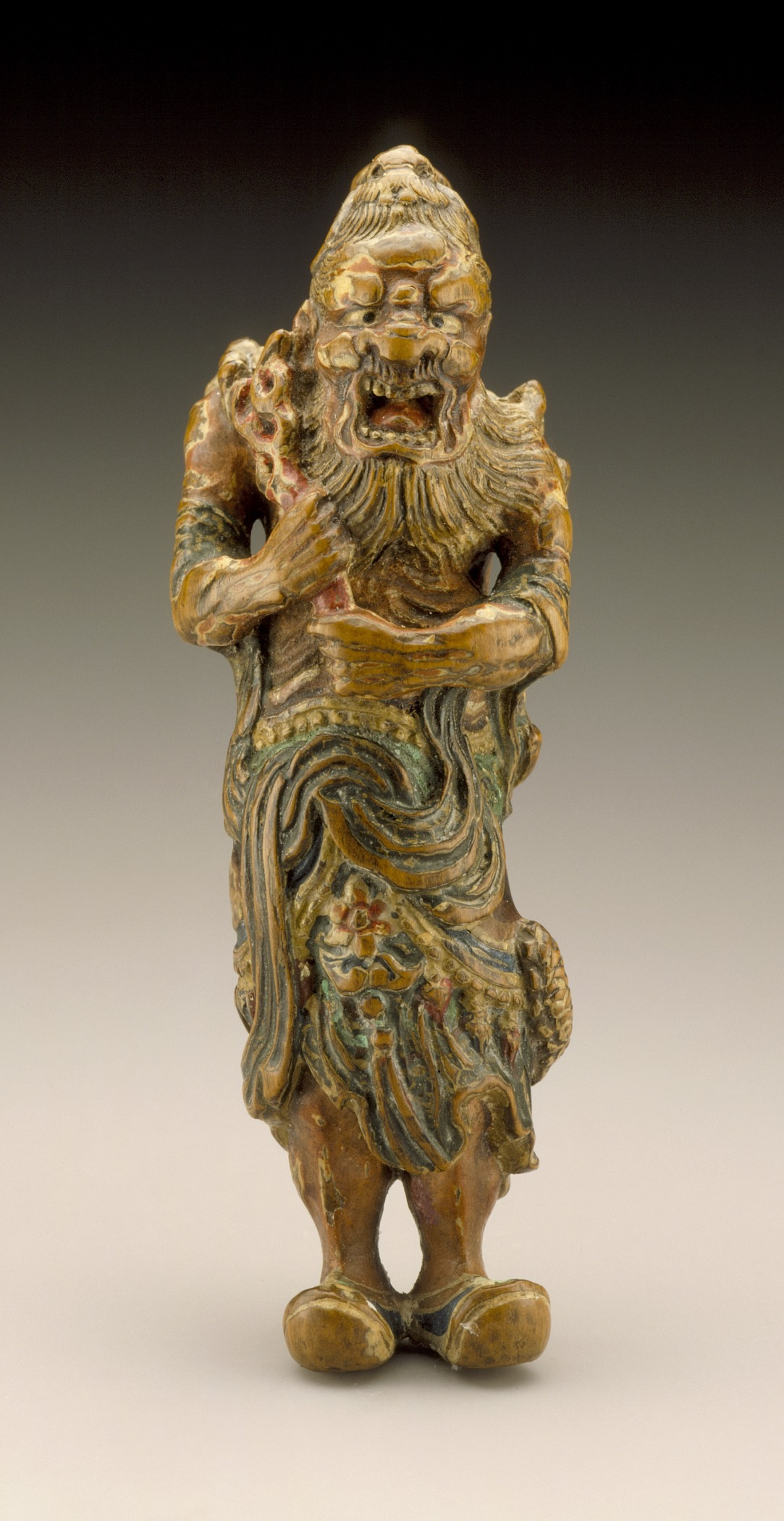
Netsuke di Ryūjin, attribuito a Yoshimura Shūzan

Yoshimura Shūzan, noto anche con lo pseudonimo di Tansenso (吉村周山?; Shimanouchi, 1700 – 1776), è stato un pittore e scultore giapponese, uno dei rappresentanti più importanti e prolifici dell'area artistica del Kamigata.

## Biografia
Noto anche come Sakurai Shūzan, fu attivo a Osaka nel XVIII secolo fino alla morte nel 1776. Proveniva da Shimanouchi, cittadina nei pressi di Osaka, e fu allievo di Ōoka Shunboku e di Niekawa Mitsunobu, membro della scuola Kanō.
Molti suoi disegni vennero da lui rielaborati in netsuke, piccole sculture tradizionali giapponesi, di solito in avorio o in legno, che egli realizzava in legno di cipresso e poi colorati. Fu insignito del titolo di hokkyō, il terzo grado più alto assegnato agli artisti buddisti.